# Chelicerca brunneicollis
Chelicerca brunneicollis is een insectensoort uit de familie Anisembiidae, die tot de orde webspinners (Embioptera) behoort. De soort komt voor in Panama.
Chelicerca brunneicollis is voor het eerst wetenschappelijk beschreven door Ross in 1992.